# 高円宮杯 JFA U-18サッカーリーグ 2020
- 高円宮杯 JFA U-18サッカーリーグ > 高円宮杯 JFA U-18サッカーリーグ 2020
- 2020年のスポーツ > 2020年のサッカー > 高円宮杯 JFA U-18サッカーリーグ 2020

高円宮杯 JFA U-18サッカーリーグ 2020は、高円宮杯 JFA U-18サッカーリーグの2020年の大会である。

## 概要
当初の予定では、前年と同じく、20チームによる「プレミアリーグ」、全国9地域で開催される「プリンスリーグ」を開催し、プレミアリーグの東西最上位が戦う「ファイナル」と、プレミアリーグ昇格を争う「プレミアリーグ プレーオフ」を開催する予定で、大会要項も発表されていた。
しかし、新型コロナウイルス感染拡大の影響を考慮し、2020年3月13日付でプレミアリーグの開幕延期が発表され、さらに日本サッカー協会 (JFA) 主催事業の全面中止が決まったことを受けてすべてのカテゴリで無期限の開催延期となった。その後の動静を踏まえた結果、「全国をまたぐ移動による感染リスクを払拭できない」との理由により、2020年6月19日付でプレミアリーグ、ファイナル及びプレミアリーグ プレーオフのすべての開催中止が決定され、代替大会として2020年8月以降、高円宮杯 JFA U-18サッカープリンスリーグにU-18プレミアリーグ傘下の20チームが加わった形で開催される「合同リーグ（仮称）」を開催することが発表された。
その後、2020年7月31日に、地域別に以下の大会を開催することが発表された。
- 高円宮杯 JFA U-18サッカープレミアリーグ 2020 関東 - 関東地域のプレミアリーグ参戦予定8チームによる1回戦総当たり
- 高円宮杯 JFA U-18サッカースーパープリンスリーグ 2020（東北・東海・関西・中国・九州） - 各地域のプレミアリーグ・プリンスリーグ参戦予定チームによる合同リーグ
- 高円宮杯 JFA U-18サッカープリンスリーグ 2020（北海道・関東・北信越・四国） - 各地域のプリンスリーグ参戦予定チームによるリーグ（例年と同じ）